# الفحم في أستراليا
يُعدن الفحم في جميع ولايات أستراليا. توجد أكبر موارد الفحم الأسود أساسًا في كوينزلاند ونيوساوث ويلز. يُصدَّر نحو 70% من الفحم المستخرج في أستراليا، معظمه إلى شرق آسيا، ويُستخدم الباقي في توليد الكهرباء. زاد إنتاج الفحم في أستراليا بنسبة 13.6% بين عامي 2005 و2010، وبنسبة 5.3% بين عامي 2009 و2010. سنة 2016، صُنفت أستراليا أكبر مصدر ربحًا من الفحم، بنسبة 32% من الصادرات العالمية (389 مليون طن من إجمالي 1213 مليون طن)، ورابع أعلى مُنتِج بنسبة 6.9% من الإنتاج العالمي (503 مليون طن من إجمالي  7269 مليون طن). ويُصدر 77% من الإنتاج (389مليون طن من إجمالي 503 مليون طن).
يتعرض تعدين الفحم لانتقادات الحركة البيئية في أستراليا، بسبب انبعاثات ثاني أكسيد الكربون في أثناء الاحتراق. انتُقد الفحم الحراري أساسًا لاستخدامه في محطات الطاقة المعتمدة على حرق الفحم، التي تُعد سببًا رئيسيًا لانبعاثات الكربون، وما ينتج عن ذلك من تغير المناخ والاحتباس الحراري. 29% من إجمالي انبعاثات الغازات الدفيئة في أستراليا ناتجة عن عمليات احتراق الفحم لتوليد الطاقة الكهربية، وفقًا لبيانات منظمة الطاقة النظيفة عام 2014-2013.
بناءً على تقرير مشروع غارنو لاستعراض التغير في المناخ، وُضع تقييمًا لانبعاثات الكربون وفق مخطط للحد من الانبعاثات الكربونية، حافزًا مؤقتًا لتقليل التلوث الكربوني، أُلغيَ بعد ذلك اعتبارًا من يوليو 2014.

## أنواع الفحم
الفحم الأسترالي هو إما فحم قاري أو أسفلتي عالي الجودة (الفحم الأسود) أو الليجنيت منخفض الجودة (الفحم البني).
يُعدن الفحم القاري في كوينزلاند ونيو ساوث ويلز، ويُستخدم في توليد الطاقة المحلية وللتصدير أيضًا. ويُعدن تحت الأرض أو سطحيًا قبل نقله بالسكك الحديدية إلى محطات الطاقة أو محطات الشحن للتصدير. نُقل الفحم القاري إلى سائر ولايات أستراليا بغرض توليد الطاقة والمراجل الصناعية.
يُعدن الليجنيت في فيكتوريا وجنوب أستراليا. وهو منخفض الجودة لطاقته القليلة بسبب ارتفاع محتواه من الماء. يتفاوت محتوى الرماد بدرجة كبيرة، لكن بعض الليجنيت الأسترالي يحتوي نسبة رماد منخفضة نسبيًا. لذلك اعتمدت مدينة فيكتوريا الأسترالية على محطة توليد الطاقة الألمانية وتقنية الفحم المضغوط في العقد الثالث من القرن الماضي للاستفادة من احتياطي الليجنيت في وادي لاتروب جيل. سنة 2013 استُخدم الفحم في مدينة فيكتوريا من 3 مناجم سطحية لفحم الليجنيت لتوليد الطاقة الأساسية.

## تاريخ الفحم
اكتَشف الفحمَ في أستراليا أول مرة في نيوساوث ويلز الناجون من حطام سفينة في أغسطس 1797، ثم في كولكليف شمال ولونغونغ. بعد فترة وجيزة اكتشف جورج باس الفحم في منحدرات نيوكاسل قبالة بوينت سولاندر.

## الإنتاج والتصدير والاحتياطي
عامي 2009/ 2008عُدن 487مليون طن من الفحم، صُدر منه 261 مليون طن.
سنة 2009 صُنفت أستراليا رابع أكبر منتج للفحم عالميًا بإنتاج 335 مليون طن من الفحم الصلب (الأنثراسايت) و64 مليون طن من الليجنيت. وبنسبة 31% من الصادرات العالمية أصبحت أستراليا أكبر مصدر للفحم الصلب (262 مليون طن من إجمالي 836 مليون طن). سنة 2009 أيضًا صُدر 78% من إنتاج الفحم الصلب (261مليون طن من إجمالي 335 مليون طن)، وبلغت صادرات أستراليا عالميا 14% من إجمالي الإنتاج العالمي للفحم الصلب (836 مليون طن من إجمالي 5990 مليون طن).
سنة 2011، كانت صادرات الفحم ثاني أكبر مَصدر لإيرادات التصدير في أستراليا، بعد إيرادات تصدير خام الحديد. في نفس العام، بلغت إيرادات صادرات الفحم 47 مليار دولار أسترالي، أو ما يعادل 47.8 مليار دولار أمريكي، إضافةً إلى 15.6 مليار دولار واردات من صادرات الفحم الحراري لمحطات الطاقة. بلغ نصيب فحم الكوك 22.4 مليار دولار أسترالي من واردات التصدير في السنة المالية 2013/2012 في حين بلغت واردات الفحم الحراري 16.1 مليار دولار أسترالي.
سنة 2011 بلغ الاحتياطي المثبت اقتصاديًا لنسب إنتاج الفحم القاري والليجنيت في أستراليا 111 عامًا و593 عامًا تواليًا، لكن ذلك لا يعبر عن نمو الإنتاج. معدل نمو صادرات الفحم القاري في أستراليا 5% خلال عشرين سنة الماضية، إذا استمر هذا المعدل فإن احتياطي الفحم الأسود المثبت اقتصاديًا في أستراليا سيُستنفد في أقل من 40 سنة. ومع ذلك فإنه من غير المرجح أن يستمر هذا المعدل بالنمو فترةً طويلة. لا يمثل هذا التقدير النمو في الموارد المتاحة. أدت الاستكشافات في العقد الأخير إلى زيادة كبيرة في الاستدلال على موارد الفحم المكتشفة التي بلغت ضعف الموارد المثبتة اقتصاديًا.
في 2011/2010 كانت أستراليا خامس أكبر مُنتِج وثاني أكبر مُصدِر للفحم، وكانت معظم الصادرات إلى اليابان. بإجمالي إنتاج 405 مليون طن من الفحم القاري في أستراليا، وقد انخفض الإنتاج عن العام السابق 2010/2009 (471 مليون طن). وقد حدث انخفاض كبير في يناير 2011 نتيجةً لفيضانات كوينزلاند إذ بلغ الانخفاض 200 - 163 مليون طن.
في العام 2014/2013 أُنتج 430.9 مليون طن من الفحم، وصُدر 375.1 منه. يوفر الفحم وقودًا لنحو 69% من إنتاج الطاقة الكهربية في أستراليا. أنتج 98.5% من إجمالي الفحم البني في أستراليا البالغ 57.8 مليون طن في وادي لاتروب في فيكتوريا، بانخفاض 66.7 مليون طن في العام 2002/2001، ولم يُصدر منه شيء.
سنة 2013، حصلت أستراليا على المركز الخامس عالميًا في إنتاج الفحم بعد الصين والولايات المتحدة والهند وإندونيسيا. والمركز الثاني في التصدير نسبةً إلى الإنتاج بعد إندونيسيا، بنسبة 73%.
سنة 2016 حصلت أستراليا على المركز الأول في تصدير الفحم بنسبة 32% من الصادرات العالمية (339 مليون طن من إجمالي 1213 مليون طن)، والمركز الرابع في الإنتاج بنسبة 6.9% من الإنتاج العالمي (503 مليون طن من إجمالي 7269مليون طن). صُدر 77% من الإنتاج (389 مليون طن من إجمالى 503 مليون طن).